# Leoluca de Corleone

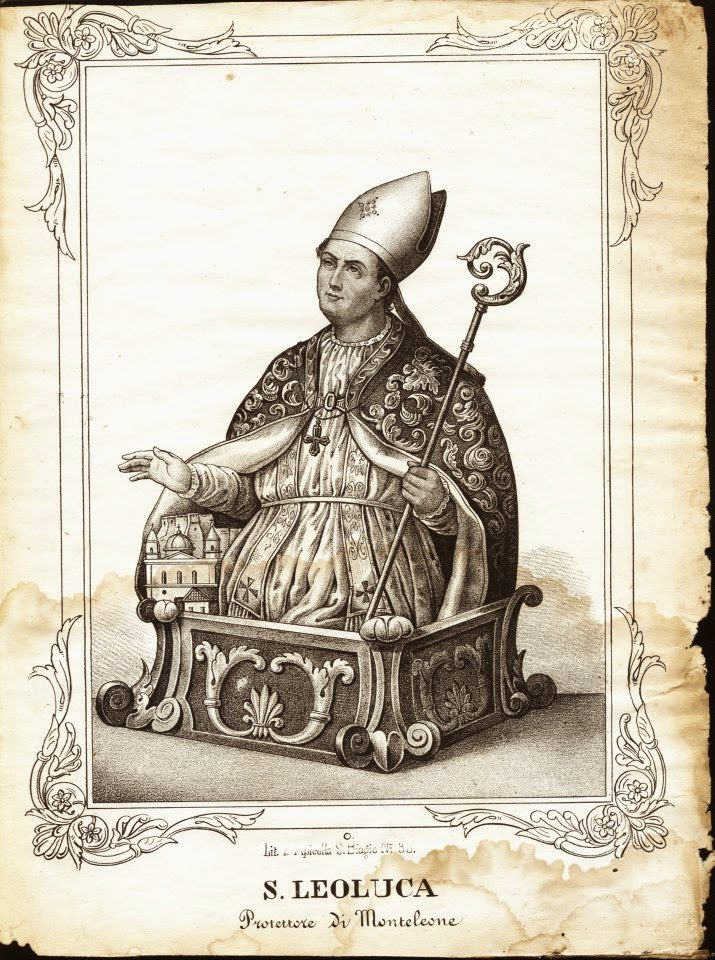
San Leoluca abad

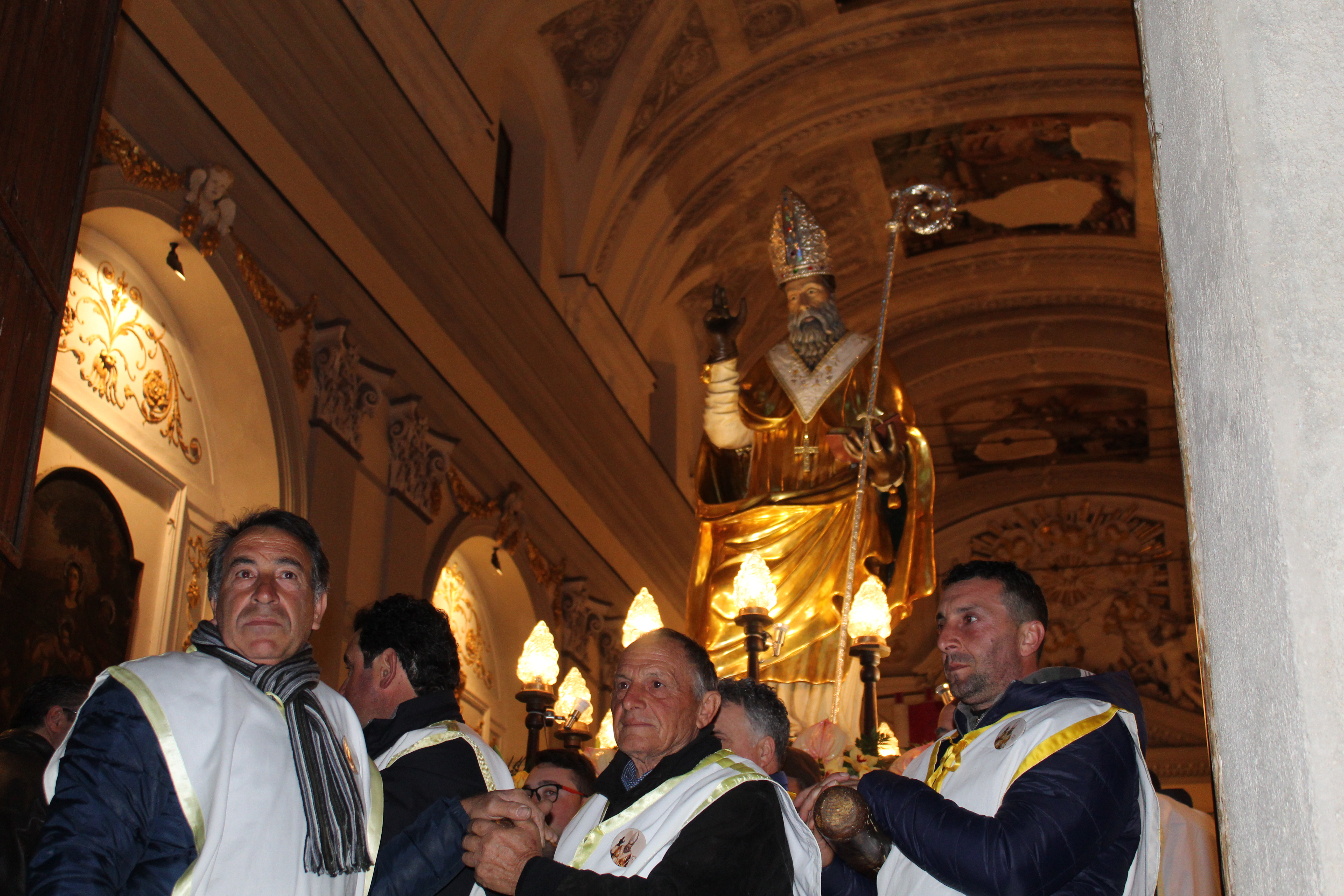
Procesión de San Leoluca (Corleone)

San Leoluca, conocido también como Leone Luca, Leo Luca, Leolucas o Luca de Sicilia (Corleone, c. 815  – Vibo Valentia, 915), fue un sacerdote y abad, uno de los fundadores del monoteísmo greco-italiano en la Italia meridional. Es venerado como santo por la Iglesia católica y la Iglesia ortodoxa.
Nacido en Corleone y muerto centenario después de unos 80 años de vida monástica en Vibo Valentia, es el patrón de ambas ciudades y su fiesta se celebra el 1 de marzo.

## Biografía
Leoluca nació en el año 815 en Corleone, provincia de Palermo y diócesis de Monreale en el momento de la invasión sarracena de Sicilia. Sus padres Leone y Teofiste eran ricos y religiosos. Tras once años de matrimonio, nació su hijo, al que llamaron Leone en honor a su padre. Terminados sus primeros estudios, se dedicó a apacentar los rebaños de su padre. 
A la edad de veinte años, Leone perdió a sus padres. A continuación, dejó sus posesiones a los pobres y se encerró en el monasterio basiliano de Agira. Los basilianos fueron religiosos que se inspiraron en su vida monástica en la regla de Basilio el Grande. El abad del monasterio de Agira acogió al joven Leone y, tras un breve período de prueba, tomó el hábito de monje. No se sabe cuánto tiempo vivió Leoluca en el monasterio de Agira, pero se sabe que las incursiones de los sarracenos continuaron aumentando en intensidad y ferocidad hasta la conquista total de la isla en el 878 . En estos momentos de terror el joven Leoluca se vio obligado a abandonar Agira . Yendo a Roma para una breve peregrinación a las reliquias de los santos apóstoles Pedro y Pablo, fue a Calabria .
En Calabria se hizo discípulo del hegumen Cristóbal, quien lo vistió con el hábito monástico y le cambió el nombre por el de Luca. Vivió en el monasterio del monte Mula, una de las montañas más altas de los Monti di Orsomarso (1935 m), cerca de Cassano. Vivió allí durante seis años demostrando ser un monje que sobresalió en la virtud y la obediencia. El monje Cristoforo era abad del monasterio y acogió con cariño al recién llegado Leoluca junto a los demás hermanos. Con el abad Cristoforo se trasladó a la zona montañosa llamada Mercurion, probablemente en Mormanno, donde se construyó un nuevo monasterio. De hecho, el área de Pollino era en ese momento un importante centro de espiritualidad y religiosidad, tanto que se informó en varias Vitae como la "nueva Tebaida" . Aquí vivió durante otros 7 años.
De aquí se trasladó a la Vena Inferiore, donde habían fundado un monasterio junto con el abad Cristoforo. Este último murió poco después de dejar la gestión del monasterio a Leoluca, quien se convirtió así en el nuevo hegumen del monasterio. Aquí realizó una polivalente función taumatúrgica (sanó a un leproso, a un paralítico y a un endemoniado). En su lecho de muerte eligió como sucesores a Teodoro y Eutimio, sus discípulos. Leoluca murió el 1 de marzo de 915 (hacia unos 917 ) a la edad de cien años tras una fuerte fiebre. Se dice que vivió los últimos días de su vida en meditación, ayuno y éxtasis extáticos. La noticia de su muerte se difundió rápidamente y una gran multitud llegó al monasterio.

## Culto
Se atribuyen varios milagros a San Leoluca:
- un día, mientras trabajaba en el jardín del monasterio, fue mordido por una víbora. Los monjes, sus hermanos, estaban aterrorizados pero él, arrodillándose para orar, vio sanar la herida de su mano;
- un día, con la señal de la cruz, resucitó un caballo ya muerto que tan útil era al servicio de los frailes pobres (escena con frescos en las paredes de la iglesia dedicada a él en Corleone );
- Un día fue a recoger leña al bosque con los otros hermanos. Consiguieron juntar un gran bulto pero como era superior a sus fuerzas decidió dividirlo en dos. Los hermanos se asombraron al ver un bulto sobre los hombros de Leoluca y el otro caminando solo. Un paralítico fue llevado al monasterio, entonces Leoluca se reunió en oración, lo ungió con aceite de lámpara y aquel cuerpo marchito volvió sano.

San Leoluca es invocado como protector de los terremotos. El historiador Giovanni Rocchè en su biografía del santo " Vita di San Leoluca Abate" (1887), enumera numerosos episodios en los que la ciudad de Corleone se volvió hacia el santo:
- las epidemias de peste de 1576 y 1625;
- la hambruna de 1629;
- terremotos de 1726, 1783, 1876 (se contabilizaron más de 572 temblores);
- durante los sacrificios sufridos por la ciudad para cobrar la suma de la compra de su autonomía al barón Giuseppe Scarlata (16 de marzo de 1650). En esa ocasión, se incluyó en el contrato estipulado el siguiente poema de agradecimiento:

Gloriosa patriae libertatis vindici
S. Leoni Lucae Abati Civil Corileonensi.
Non ego te in tanto, Leoluca amplissime, plausu
transierim, patriae Trinacriaeque decus.
Laetitiae tu causa urbis certissima nostrae,
Tu lux, tu patriae spes, columenque tuae.
Tu libertatis vindex, patriaeque redemptor,
Subtrahis imperio, usitatioque tuos.
Tu nostra in Gallos direxti tela manusque,
Cum muliere saxo perdidit una ducem.
Indemne por ti regem tucatur in aevum,
Omnipotens, patris sis memor ipse tuae.
A Eumedem
Percussit patriam geminatis ictibus urbem
Impius et lernae sequior hostis hydra.
Non tulit hoc, cives patriam miseratus et urbem
Caelestis multo fortior Hercle Leo.
Elusit valiosos ictus, prostravit et hostem.
¡Oh rubis nostrae gloria Sancte Leo!
Tu Leo dans nostra vires vitamque Leoni,
Hostem qui perdis, servitumque fugas.
Tu Lucas toti illucens virtutibus orbi,
Tu, patria ut toto luceat orbe, facis.
Su culto está muy extendido tanto en la zona de Corleone como en la de Vibo Valentia (antiguamente llamada Monteleone). Según algunas teorías, Corleone deriva de Cor leonis, es decir, tierra de Leone, así como Monteleone (hoy llamado Vibo Valentia ) deriva de Mons Leonis, es decir, Monte di Leone.

### Iglesia de San Leoluca en Corleone
La noticia de la muerte del santo conciudadano llegó tímidamente a Corleone . Su culto se abrió paso lentamente y solo en el siglo XIII se tiene constancia de una iglesia dedicada a él en el lugar donde según la tradición fue su lugar de nacimiento. Giovanni Colletto afirma que la iglesia original estaba ubicada en la actual piazza Sant'Agostino donde hoy se encuentra la capilla de la Madonna della Girdle. En 1420 tenemos noticia de una cofradía de San Leoluca. El culto al santo se acentuó aún más en 1575, año en que la intercesión del santo se consideró fundamental para salvar a la ciudad de la oleada de peste y así en ese año San Leoluca fue elegido protector de la ciudad de Corleone. El culto aún se desarrolla durante la segunda oleada de peste de 1624 y es así como se decide construir una iglesia más grande para dedicarla a su patrón. Así, la pequeña iglesia fue vendida a los agustinos y la actual iglesia fue construida más abajo del supuesto sitio original. Se cree que en el interior de la iglesia se encuentran los restos de san Leoluca. No hay información definitiva al respecto. Voces autorizadas suponen que la estatua es muy antigua y que fue reelaborada en el siglo XVI por el escultor Antonino Ferraro da Giuliana, que estaba trabajando en Corleone en ese momento. Aunque era basiliano, se le representa con vestiduras de época posterior y sobre su cabeza descansa una mitra de obispo católico. La rigidez que presenta en la actualidad es el resultado de numerosas intervenciones que se han llevado a cabo a lo largo de los siglos y que han llevado a la superposición de varias capas de materiales sobre la estatua de madera original.

### Santu Lucazza
Para dar luz verde a Garibaldi, que marchaba sobre Palermo, una escuadra de garibaldini fingió una retirada hacia Corleone. Este engaño logró atrapar a los Borbones que enviaron tropas a Corleone, dejando Palermo casi vacío. Sin embargo, los Borbones ocuparon Corleone y los corleonesi temían una venganza de los Borbones. No habiendo pasado nada, creyeron en un milagro del santo. Incluso alguien vio aparecer a los santos Leoluca y Antonio Abad en la entrada del pueblo donde bloquearon a las tropas que habían venido a vengarse. Todo esto sucedió en mayo de 1860 y cinco meses después desde Corleone, para conmemorar este hecho milagroso, trajeron las estatuas de san Leoluca y san Antonio hasta el lugar de la presunta aparición. Construyeron una pequeña capilla conocida comúnmente como Santu Lucuzza. Y así fue que cada año el último domingo de mayo se inicia la carrera de los santos Leoluca y Antonio en recuerdo de aquellos hechos.

## Reliquias
Durante siglos, sus hagiógrafos afirmaron que Leoluca fue enterrado en Vibo Valentia, en la iglesia de Santa Maria Maggiore . Falcone en su escrito dice: "el cuerpo fue colocado en la iglesia de S. Maria en el lugar donde estaba su celda y hoy es la catedral de Monteleone", pero no hay evidencias. De hecho, se dice que detrás de la catedral había un monasterio basiliano.
Otros, en cambio, pensaron que su cuerpo se quedó en la vena inferior.
El 10 de diciembre de 2006, el diario La Sicilia publicó un artículo en el que informaba que las reliquias de San Leoluca habían sido encontradas en el municipio de San Gregorio d'Ippona alrededor de 2 km al sur de Vibo Valentia . El periódico informa que el hallazgo se realizó en las cuevas de la iglesia de Santa Ruba. Según el profesor Gregorio Vaianella, la iglesia de Santa Ruba estaba dedicada a la Madonna della Salute.